# Tranzistor chimic cu efect de câmp
ChemFET, sau tranzistor chimic cu efect de câmp, este un tip de tranzistor cu efect de câmp care acționează ca un senzor chimic. Acesta este un structural asemănător unui tranzistor MOSFET, în care sarcina electrică de pe electrodul poartă, este aplicată printr-un proces chimic. Acesta poate fi folosit pentru a detecta atomi, molecule, ioni în lichide și gaze.
ISFET, tranzistorul cu efect de câmp sensibil la ioni, este cel mai cunoscut subtip de dispozitiv ChemFET. Acesta este utilizat pentru a detecta ioni in electroliți.
ENFET este un ChemFET specializat pentru detectarea de biomolecule specifice, folosind enzime.